# Flughafen Doha

i8
i11
i13
Der Flughafen Doha (arabisch مطار الدوحة الدولى, englisch Doha International Airport, IATA-Code: DIA, ICAO-Code: OTBD) war der internationale Verkehrsflughafen in Doha, der Hauptstadt Katars.
Der vier Kilometer vom Stadtzentrum entfernte Flughafen war Luftfahrt-Drehkreuz des Flag-Carriers Qatar Airways.

## Geschichte
Der Flughafen wurde 1959 eröffnet.
Obwohl der Flughafen mehrmals erweitert wurde, war er nahezu immer über seiner Kapazitätsgrenze.
Der Doha International Airport wurde im Mai 2014 für den Linienverkehr geschlossen.
Für die Fußball-Weltmeisterschaft 2022 wurde der Flughafen renoviert und erneut für den Linienverkehr geöffnet.

## Neuer Flughafen
Mit über 23 Millionen Passagieren (2013) war die Kapazität des alten Airports mehr als ausgelastet. Seit 2007 wurde ca. vier Kilometer östlich der Flughafen Hamad International Airport erbaut, dieser wurde am 30. April 2014 eröffnet und der Doha International Airport damit Anfang Mai für den Linienverkehr geschlossen.

## Zwischenfälle

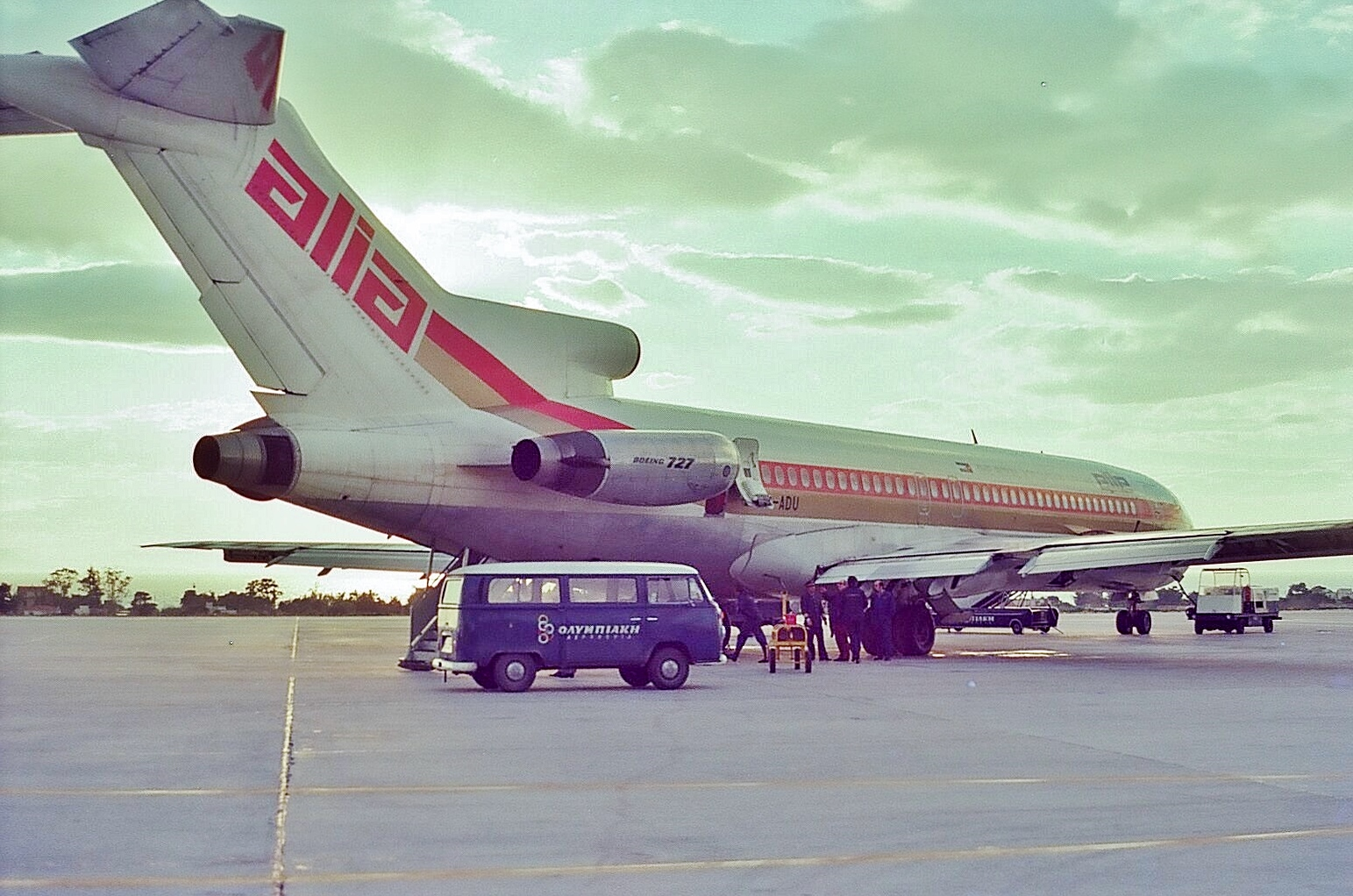
Die 1979 in Doha abgestürzte Boeing 727 JY-ADU, Athen 1977

- Am 14. März 1979 wurde eine Boeing 727-2D3 der Alia Royal Jordanian Airlines (Luftfahrzeugkennzeichen JY-ADU) beim dritten Landeversuch auf dem Flughafen Doha während eines Gewitters durch heftige Scherwinde und Downburst im Landeanflug zu Boden gedrückt, sprang wieder hoch, drehte sich auf den Rücken und stürzte auf den Flughafen. Bei dem Unfall starben 45 der 64 Insassen (siehe auch Alia-Royal-Jordanian-Airlines-Flug 600).[3]